# Abbaye de Saint Michel (Passignano)
Pour les articles homonymes, voir Badia (homonymie).
Badia a Passignano est plus précisément le lieu de l'abbaye Saint-Michel-Archange de Passignano (en italien : l'Abbazia di San Michele Arcangelo a Passignano), aujourd'hui la désignation d'une frazione de la commune de Tavarnelle Val di Pesa dans la province de Florence.

## Histoire
Elle fut une des plus importantes communautés monastiques vallombrosiennes de la Toscane.
À l'origine siège d'un fortin lombard puis d'un château, un monastère bénédictin est fondé vers 890, près de l'Oratoire de San Michele à Passignano, devenu ensuite vallombrosain par l'œuvre de Giovanni Leto, disciple de San Giovanni Gualberto qui y passa les dernières années de sa vie et où il fut enterré, le 12 juillet 1073.
Le monastère occupa, au fil des ans, toute la partie haute de l'ancien château, vers 1221 fut confirmé la possession des terrains environnants plantés de vignes et la reconnaissance de la part du pape Grégoire VII.
Dans les années qui suivirent, il subit plusieurs aménagements avec une église romane à unique nef avec plan à croix latine, agrandie vers le presbytère.
En 1255 l'abbaye, à l'exclusion de l'église, est détruite par les Scolari di Montebuoni (dont l'aïeul avait offert quelques terrains au couvent) dans le but de se la réapproprier.
Ils furent ensuite éloignés par Ruggero dei Buondelmonti  abbé de Passignano.
La structure architecturale actuelle, avec ses puissantes murailles et ses tours crénelées, date de 1440-1455 puis est complétée vers 1472 avec la construction du cloître.
Le monastère, supprimé en 1866 et transformé en bourg fortifié avec des interventions de restaurations en style néo-gothique, est revenu en 1986 la possession des moines vallombrosains.
Au début du XXIe siècle, l'ensemble fortifié constituant la majeure partie du village (et les domaines viticoles) est devenu propriété privée et n'est plus accessible au public et aux fidèles.

## Œuvres
Depuis 1080, une église dédiée à Blaise de Sébaste a été édifiée en plus de celle de Saint-Michel, englobée dans le monastère initial.
Elle a été rénovée entre 1335 et 1340 et se présente avec une salle peinte à fresque avec deux cycles de Filippo di Antonio Filippelli du Quattrocento (recouverts puis remis au jour en 1892).

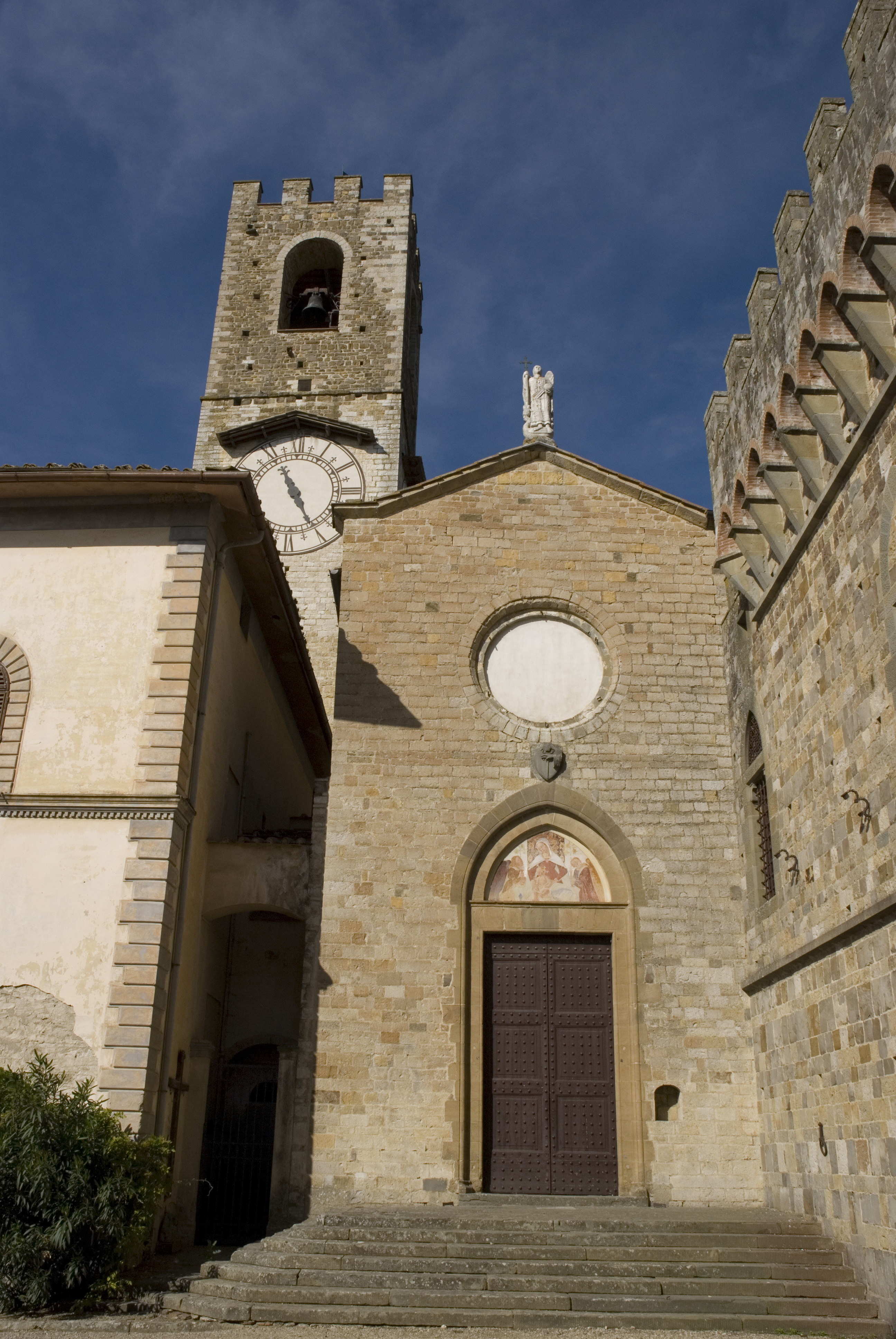
L'église Saint-Michel.
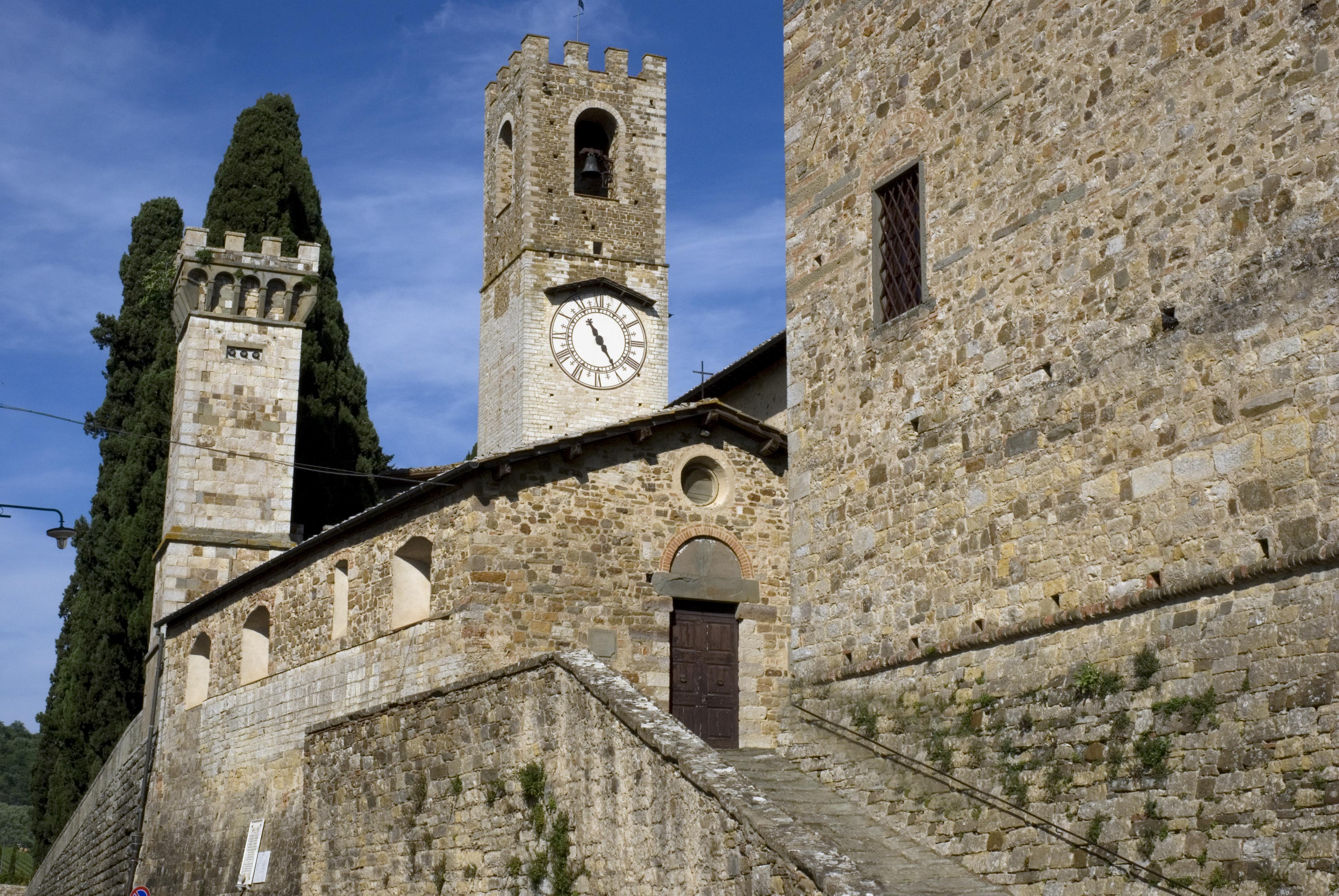
L'église Saint-Blaise (San Biagio).

- Dans le réfectoire du monastère, une représentation de la Cène biblique[2] datant de 1476 de Domenico Ghirlandaio et de son frère Davide.
- Le monument funéraire à San Giovanni Gualberto (1507-1513) de Benedetto da Rovezzano a été transféré dans le couvent San Salvi de Florence (puis exposé au musée du Cenacolo di San Salvi).

## Source
- (it) Cet article est partiellement ou en totalité issu de l’article de Wikipédia en italien intitulé « Abbazia di San Michele Arcangelo a Passignano » (voir la liste des auteurs).